# HomePod
HomePod 是由蘋果公司開發的智慧音響，於2017年蘋果公司全球軟體開發者年會時亮相。原本規劃 2017 年 12 月上市，後來延後至2018年2月9日上市。上市時提供白與太空灰兩色。HomePod使用 Siri作为其虚拟助理，不仅支援Apple Music，也可透過支援Airplay 2 的应用串流音訊，并可支援 HomeKit，其会自动将自己设置为家居中枢以提供智慧家庭及遠端访问服务。。
2021年3月13日，HomePod停止生产，小尺寸產品HomePod mini繼續銷售。
2023年1月18日，發佈了第二代HomePod。
使用者對於HomePod評價不一：与相同价位的喇叭比起来，其出色的设计与声音质量受到赞誉，但这款产品因为缺乏第三方支援以及定价高昂而受到批评。另外，据报告，产品底部的矽膠底座在某些情况下会损伤木制表面。

## 設計
- HomePod  第一代

HomePod 內部系統晶片為 Apple A8，使用 audioOS（以 iOS 系統特製），並內建 Siri 及支援 隔空播放 2。其由一个高振幅低音单元、六个环形排列的麦克风阵列、七个波束成形的折叠号角式高音单元阵列组成，采用无缝式网眼织物包覆设计，并支持基于空间感知的自动调音技术。

## 上市地區及語系
第一代HomePod於停產前，在美國、加拿大、法國、德國、西班牙、墨西哥、英國、澳洲、中國大陸、香港、臺灣及日本銷售。 Siri支援簡體中文（普通話、廣東話）、英文、法語、德語、西班牙語、繁體中文（國語）及日語。

## 外部連結
- HomePod - Apple (臺灣)（页面存档备份，存于）（繁體中文）
- HomePod - Apple (中国大陆)（页面存档备份，存于）（简体中文）
- HomePod - Apple (香港)（页面存档备份，存于）（繁體中文）